# Вуснам, Фил
Фи́ллип Э́йбрахам Ву́снам (англ. Phillip Abraham Woosnam; 22 декабря 1932, Монтгомеришир — 19 июля 2013) — валлийский футболист и тренер. Играл на позиции правого нападающего. Также был комиссаром Североамериканской футбольной лиги.

## Игровая карьера
Вуснам начал играть в футбол с молодёжной командой «Монтгомеришир Скулбойз». Он сыграл восемь матчей за любительскую сборную Уэльса (дебют против Англии в 1951 году). Также он был капитаном команды Бангорского университета на валлийском первенстве среди вузов.
Вуснам проходил свою военную службу в Королевском полку артиллерии. Он служил вместе с ещё тремя будущими футболистами: Морисом Сеттерсом, Эдди Колманом и Дунканом Эдвардсом, все трое играли за «Манчестер Юнайтед».
Он играл за футбольные клубы: «Рексем», «Перитус», «Манчестер Сити», «Кайрсус», «Аберистуит Таун», любительский клуб «Саттон Юнайтед» и «Миддлесекс Уондерерс», до прихода в «Лейтон Ориент». Он дебютировал за национальную сборную Уэльса в матче против Шотландии в 1959 году, будучи ещё в статусе любителя. Он представлял команду «Лондон XI» в матче против «Лозанны» на стадионе «Брисбен Роуд». Вуснам был назван любительским футболистом 1955 года.
В ноябре 1958 года Вуснам в возрасте 26 лет перешёл в «Вест Хэм Юнайтед» за 30 000 фунтов и покинул свою работу учителя физики в средней школе для мальчиков в Лейтон Каунти, чтобы стать профессиональным футболистом. Он дебютировал в матче против «Арсенала» в том же месяце. В конечном итоге валлиец сыграл 138 матчей за клуб, забив 26 голов. Он также поучаствовал в 15 кубковых матчах, забив три гола. За время игры на «Болейн Граунд» он сыграл 15 полных международных матчей са сборную, в которых три раза отметился забитым мячом.
Вуснам переехал в «Астон Виллу» в 1962 году за 27 000 фунтов, там он забил 24 гола в 106 играх лиги и сыграл ещё два матча за сборную.

## Тренерская карьера
Вуснам эмигрировал в США в 1966 году и взял на себя должность играющего тренера в «Атланта Чифс». Он был назван «Тренером года» в 1968 году.
Вуснам стал главным тренером сборной США в 1968 году, а затем был назначен комиссаром NASL. Ему приписывают много важных реформ для развития NASL, но также его обвиняют в том, что он настаивал на слишком большом расширении лиги, которое вскоре привело к её расформированию. Устранённый от своих обязанностей в качестве уполномоченного NASL в 1982 году, он стал управляющим директором по маркетингу Федерации футбола США. Вуснам включён в Национальный Футбольный Зал славы.

## Семья
Вуснам являлся двоюродным братом гольфиста Иана Вуснама и племянником футболиста Макса Вуснама.

## Смерть
Вуснам умер 19 июля 2013 года в Данвуди от осложнений, связанных с раком простаты и болезнью Альцгеймера. Ему было 80 лет.